# Холкина
Хо́лкина (рос. Холкина) — присілок у складі Пишминського міського округу Свердловської області.
Населення — 447 осіб (2010, 475 у 2002).
Національний склад станом на 2002 рік: росіяни — 94 %.